# Emanuel Prager
Emanuel Prager (24. července 1923 Železná Ruda – ?) byl elektrotechnik zabývající se spojovou technikou. Byl autorem, překladatelem nebo spoluautorem významného počtu odborných a popularizačních publikací zabývajících se problematikou telefonních přístrojů a telefonních ústředen.

## Život
Studium na Fakultě elektrotechnické Českého vysokého učení technického v Praze ukončil úspěšně státní závěrečnou zkouškou v roce 1947. V 60. a 70. letech 20. století pracoval ve Výzkumném ústavu telekomunikací v Praze–Strašnicích a byl členem ústřední odborné skupiny ČSVTS pro obor telekomunikace.

## Dílo
Emil Prager je autorem, spoluautorem a překladatelem z ruštiny řady odborných a popularizačních publikací, např.:
- Pobočkové automatické ústředny, 1958, SNTL
- Účastnické telefonní přístroje, I. vyd.1955, II. doplněné, 1960, SNTL
- Místní a uzlové telefonní ústředny, spoluautoři prof. Otakar Klika, ing. Josef Hamřík, 1968, NADAS (Nakladatelství dopravy a spojů)
- Elektronické telefonní ústředny, spoluautor Jaroslav Trnka, 1972, NADAS
- Nové směry v pobočkových telefonních ústřednách, 1975, NADAS
- Když zvednete sluchátko, 1980, NADAS
- Číslicová technika v telekomunikacích, spoluautoři Bohumil Šimek, V.P. Dimitriev, 1981, SNTL
- Mikroprocesorové systémy v telekomunikacích, spoluautor Josef Pužman, 1984, SNTL

Některé jeho práce byly přeloženy do ruštiny a vydány v tehdejším SSSR.
Spolu s ing. Jaroslavem Trnkou, a ing. Borisem Kubínem je spoluautorem vynálezu z roku 1987 Zapojení telekomunikační sítě s adresovou komutací signálu. Patent na tento vynález byl v roce 1990 prodán do USA.